# بيناياك سين
بيناياك سين، طبيب أطفال واختصاصي في الصحة العامة، وهو نائب رئيس الاتحاد الشعبي للحريات المدنية. حاز على العديد من الجوائز بما في ذلك جائزة جوناثان مان، وجائزة غوانغجو لحقوق الإنسان، وجائزة غاندي الدولية للسلام. أدانته محكمة محلية في الهند بإثارة الفتنة، وأيدتها لاحقًا محكمة تشاتيسغار العليا. أُفرج عنه لاحقًا بكفالة من المحكمة العليا في الهند عند الاستئناف. يشغل منصب عضو في مجموعة السياسات الخاصة بإصلاحات جهاز الشرطة التابعة لحزب آم آدمي.
بدأ بيناياك سين في الأصل العمل كطبيب أطفال، إذ قدم الرعاية الصحية للفقراء في المناطق الريفية القبلية في ولاية تشهاتيسجاره، ليصبح ناشطًا في مجال حقوق الإنسان. عمل سين مع حكومة الولاية على إصلاح قطاع الصحة، وانتقدها بشدة بشأن انتهاكات حقوق الإنسان أثناء العمليات المناهضة لمنظمات الناكسال/الناكساليت، بينما دعا إلى المشاركة السياسية غير العنيفة.
اعتُقل في مايو 2007 بزعم دعمه للناكساليت المحظورين مما ينتهك أحكام قانون تشهاتيسجاره الخاص للأمن العام 2005، وقانون (منع) الأنشطة غير المشروعة لعام 1967. قدم سين لأول مرة طلبًا للإفراج عنه بكفالة أمام محكمة رايبور سيشنز ثم محكمة تشاتيسغار العليا في يوليو 2007، بعد وقت قصير من اعتقاله، لكن الإفراج عنه لم يحصل إلا بكفالة من قبل المحكمة العليا في الهند في 25 مايو 2009.
أُدين في عام 2010، وحكم عليه بالسجن مدى الحياة من قبل محكمة رايبور الجنائية في تشهاتيسجاره بتهمة التحريض على الفتنة ومساعدة الناكساليت في إنشاء شبكة لمحاربة الدولة. أُفرج عنه بكفالة في 15 أبريل 2011 من قبل المحكمة العليا في الهند والتي لم تقدم أي تبرير للأمر الصادر. قدم سين استئنافًا أمام محكمة تشاتيسغار العليا والقضية بقيت معلقة.

## مهنته كطبيب
كان لبيناياك سين ولزوجته إلينا سين أدوارًا رئيسية في تأسيس مستشفى شهيد تشاتيسغار موكتي مورتشا الذي تملكه وتديره منظمة عمالية، وهو أيضًا مستشار لمنظمة الرعاية الصحية جان سواثيا ساهيوج. نشرت عنه المجلة الطبية البريطانية المرموقة ذا لانسيت (في عددها الصادر في 12 فبراير 2011) إذ تحدث عن عدم إمكانية الفقراء من الوصول إلى الرعاية الصحية في الهند. أشادت إيلينا سين بالمقالة باعتبارها إعادة تأكيد على دعم الدكتور سين من قبل المجتمع الدولي.

## نشاطه في الاتحاد الشعبي للحريات المدنية
يشغل سيت منصب نائب رئيس الاتحاد الشعبي للحريات المدنية، والأمين العام لوحدة تشاتيسغار. ساعد من خلال منصبه في تنظيم العديد من التحقيقات في انتهاكات حقوق الإنسان المزعومة التي ارتكبت خلال عمليات مكافحة الناكساليت، وشملت الانتهاكات المزعومة قتل المدنيين العزل والأبرياء من قبل حركة سلوى جودوم المناهضة للناكساليت.
صرح سين في مقابلة عام 2008، أنه لا يتغاضى عن الناكساليت، ولا يوافق على أساليبهم العنيفة، وتحدث بقوة ضدهم عدة مرات، لكنه أعرب بذات الوقت عن معارضته لأنشطة حركة سلوى جودوم العنيفة، والتي يعتقد أنها خلقت انقسامًا في المجتمع القبلي. يناصر مؤيدو سين الأساليب السلمية مثل المفاوضات لحل مشكلة الناكساليت.

## الجوائز والتكريمات
حصل سين في عام 2004 على جائزة بول هاريسون عن حياته في خدمة فقراء الريف. تُمنح هذه الجائزة سنويًا من قبل الكلية الطبية المسيحية في فيلور بالهند لخريجيها.
في 31 ديسمبر 2007، حصل سين على ميدالية رالف ريتشارد كيثان الذهبية من الأكاديمية الهندية للعلوم الاجتماعية. ورد أنه «أحد أبرز علماء الهند» وأن «الجائزة مُنحت لمساهمته البارزة في النهوض بعلم الطبيعة والإنسان والمجتمع وتطبيقه الصادق والمخلص لتحسين نوعية حياة الفقراء والمضطهدين والمظلومين في تشاتيسغار». كانت «معاناته ومخاطرته الشخصية» مصدر إلهام للعلماء ولعامة الناس على حد سواء لفترة طويلة جدًا.
اختير سين لجائزة جوناثان مان للصحة العالمية وحقوق الإنسان في عام 2008. أصدر مجلس الصحة العالمي بيانًا عامًا: «تصف إنجازات الدكتور سين كثيرًا عما يمكن تحقيقه في المناطق الفقيرة جدًا عندما يكون الممارسون الصحيون قادة مجتمع ملتزمون أيضًا. عمل في مستشفى أنشأها ومولها عمال المناجم الفقراء، وأمضى حياته في تثقيف الناس حول الممارسات الصحية والحريات المدنية، مثل توفير المعلومات التي أنقذت الأرواح وحسنت ظروف الآلاف من الناس. هناك حاجة إلى الاعتراف بأعماله الجيدة كمساهمة رئيسية في الهند والصحة العالمية، لأنها لا تشكل بالتأكيد تهديدًا لأمن الدولة».
مُنح سين جائزة غوانغجو لحقوق الإنسان 2011 تخليدًا لذكرى حركة غوانغجو الديمقراطية في كوريا الجنوبية. جاء في إعلان الجائزة أن «الدكتور سين، بصفته طبيبًا بارعًا، قد ميز نفسه بتفانيه في تقديم الخدمات الصحية للفقراء ومناصرته القوية ضد انتهاكات حقوق الإنسان والعنف الهيكلي الذي يتعرض له الفقراء في ولاية تشاتيسغار وسط الهند».

## ادّعاءات علاقاته مع الناكساليت

### الاعتقال عام 2007
ألقي القبض على سين في 14 مايو 2007 في بيلاسبور بتهمة العمل كساعٍ بين زعيم الناكساليت المسجون، نارايان سانيال (سياسي)، ورجل الأعمال، بيوش جوها، المتهم أيضًا بصلاته مع الناكساليت. كان سين قد التقى سانيال البالغ من العمر 70 عامًا 33 مرة في سجن رايبور، مع أن جميع الزيارات كانت بإذن مسبق من الشرطة. اعتمدت شرطة تشاتيسغار أيضًا على بعض المستندات الإلكترونية لتأسيس صلة بين سين وناكساليت بحسب ماورد.
شملت الأدلة المقدمة ضد سين ما يلي:
- بطاقة بريدية مؤرخة في 3 يونيو 2006، كتبها نارايان سانيال إلى بيناياك سين من سجن رايبور المركزي، بخصوص حالته الصحية والقضائية، موقعة حسب الأصول من قبل سلطات السجن.
- كتاب أصفر اللون بعنوان «حول الوحدة بين الحزب الشيوعي الهندي (الحرب الشعبية) والمركز الشيوعي الماوي».
- رسالة كتبها مادانلال بانجاري من الحزب الشيوعي الهندي (الماوي) إلى بناياك سين.
- مقال بعنوان «الجبهة الشعبية الثورية، والعولمة وقطاع الخدمات في الهند».
- مقالتان بعنواني «حركة الناكساليت والقبلية والحركة النسائية» و «كيفية بناء جبهة إمبريالية مناهضة للولايات المتحدة».

حلل المختبر المركزي لعلوم التحليل الجنائي في حيدر أباد محتويات حاسوب سين خلال الفترة من 6 إلى 11 يونيو 2007، بموجب أوامر محكمة الجلسة.
مثل سين أمام محكمة محلية في 15 مايو 2007، إذ حُرم من الكفالة وأعيد إلى الحجز القضائي. ثم مثل في 18 مايو أمام محكمة الجنايات في رايبور. أمرت المحكمة بتفتيش منزل سين في كاتورا طالب في رايبور بحضور شهود مستقلين وزوجته إلينا سين. جرى التفتيش بشكل قانوني في اليوم التالي. رُفض طلب الإفراج عنه بكفالة مرة أخرى في 25 مايو، إذ ادعت شرطة تشاتيسغار تمثيله تهديدًا لأمن الدولة.